# Mount Collard
Mount Collard (französisch Mont Collard) ist ein 2350 m hoher Berg im ostantarktischen Königin-Maud-Land. Er ragt 5,5 km südlich des Mount Perov am südlichen Ausläufer der Belgica Mountains auf.
Teilnehmer der Belgischen Antarktis-Expedition 1957/58 unter Gaston de Gerlache de Gomery (1919–2006) entdeckten ihn. Namensgeber ist der belgische Politiker Léo Collard (1902–1981), Minister seines Heimatlands für öffentlichen Unterricht.